# 茹里夫
49°18′12″N 24°26′40″E / 49.30333°N 24.44444°E
茹里夫（烏克蘭語：Журів），是烏克蘭西部的村莊，隸屬伊萬諾-弗蘭科夫斯克州的伊萬諾-弗蘭科夫斯克區。該村始建於1394年，面積9.81平方公里，2001年人口472，人口密度每平方公里48.1人。